# Sockel AM3
Der Sockel AM3 ist ein Prozessorsockel des Unternehmens AMD. Er wurde Anfang Februar 2009 vorgestellt und ist direkter Nachfolger des Sockel AM2+. Die größte Veränderung ist der Umstieg von DDR2- auf DDR3-Arbeitsspeicher: Während AM2- und AM2+-CPUs einen Dual-Channel-DDR2-Speichercontroller beinhalten und der Sockel entsprechende Pins für die Anbindung dieses Speicherbusses bereitstellen müssen, ist der Sockel AM3 für die Dual-Channel-Anbindung von DDR3-Speicher ausgelegt. AM3-CPUs besitzen deshalb einen DDR3-Speichercontroller. Bislang besitzen AM3-CPUs zusätzlich auch einen DDR2-Speichercontroller, wodurch sie nach einem BIOS-Update auch auf älteren AM2/AM2+-Motherboards laufen können. Ältere AM2/AM2+-Prozessoren, einschließlich derjenigen aus der ersten Phenom-Serie mit Toliman- und Agena-Kernen, sind jedoch wegen des fehlenden oder nicht freigeschalteten DDR3-Speichercontrollers nicht auf AM3-Motherboards lauffähig.

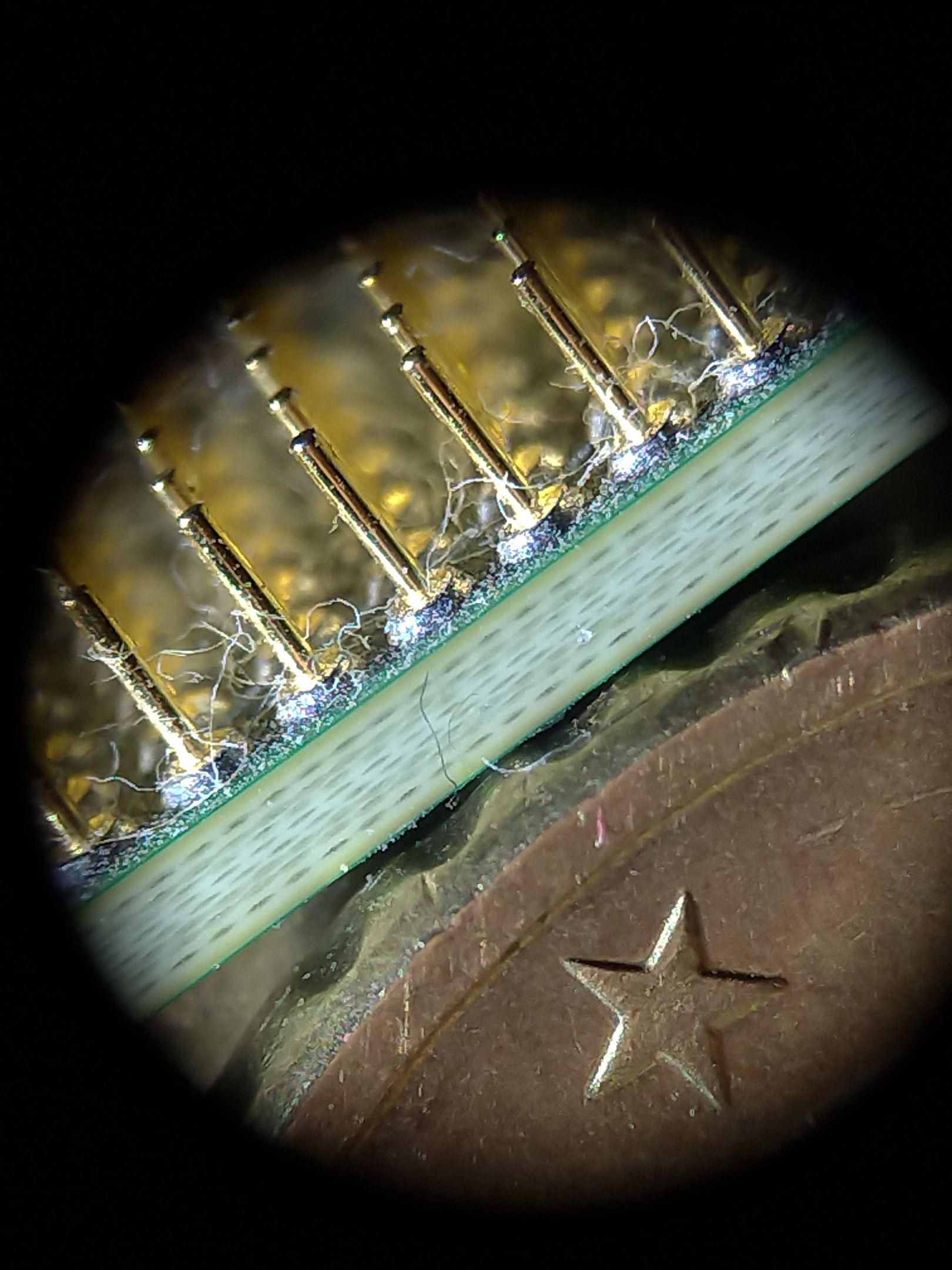
Makroaufnahme einer AMD-CPU mit einer 50-Cent-Münze im Vergleich

Die auf dem Sockel AM3 eingesetzten Phenom II, Athlon II und Sempron 1xx CPUs haben nicht die 941 Kontakte wie der Sockel selbst, sondern nur 938 Pins.

## Sockel AM3+
AM3+ ist eine Modifikation des AM3-Sockels, die für AMD-Prozessoren der FX-Serie benötigt wird. Alle AM3-Prozessoren funktionieren auch in einem AM3+-Mainboard, umgekehrt ist das nur eingeschränkt der Fall. Während einige Mainboard-Hersteller das (nach einem BIOS-Update) unterstützen, wird es von AMD nicht empfohlen.
Unterschiede zwischen AM3 und AM3+:
- Der AM3-Sockel ist weiß, der AM3+-Sockel schwarz
- Die Löcher im AM3+-Sockel sind größer (0,51 mm statt 0,45 mm). Damit wird besser verhindert, dass die CPU nicht in den Sockel passt oder sich beim Einstecken Pins verbiegen.
- Der AM3+ besitzt eine schnellere Verbindung zwischen CPU und Power Controller. Beim AM3-Sockel sind es 0,4 MHz, beim AM3+ 3,4 MHz. Damit kann ein besseres Powermanagement betrieben werden.
- Effizienterer Loadline Support, d. h. bis zu 11,8 % Energieeinsparung im Vergleich zu AM3.
- Verbesserung der Spannungsstabilität. In der VCore wird die Spannung stabiler und glatter gehalten. Das „Power Noise“ (Spannungsrauschen in der VCore) wird um 22 % reduziert.
- Die maximale Stromaufnahme wurde von 110 A auf 145 A erhöht. AM3-Mainboards, die nur bis zu 110 A liefern können, unterstützen nicht alle AM3+-CPU.
- Die Prozessorkühlerhalterung des neuen AM3+-Sockels ist nicht mehr geschlossen, sondern besteht aus zwei einzelnen Haltern. Das soll den Luftstrom des CPU-Kühlers verbessern und andere Komponenten auf dem Mainboard besser mitkühlen.
- Der AM3+ hat gegenüber dem AM3 einen zusätzlichen Kontakt (942 statt 941).